# اکاتناهالی
اکاتناهالی (به انگلیسی: Achatnahalli) در هند است که در کارناتاکا واقع شده‌است.